# Suore francescane della Santissima Annunziata
Le Suore Francescane della Santissima Annunziata sono un istituto religioso femminile di diritto pontificio.

## Storia

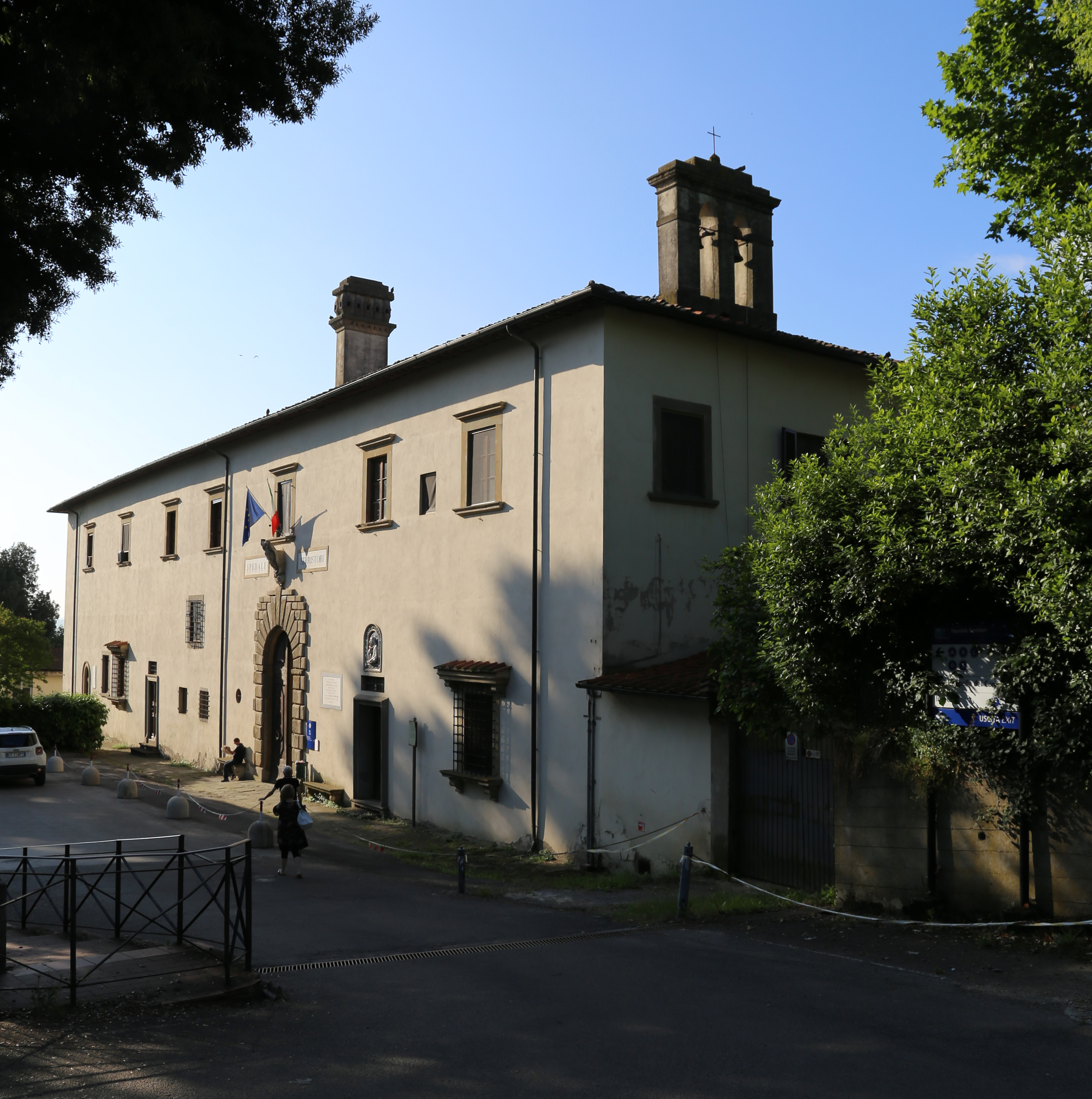
La villa di San Cerbone, sede storica della comunità

Le origini della congregazione risalgono all'ospedale della Santissima Annunziata fondato a Figline Valdarno per volontà testamentaria di ser Ristoro di Iacopo, espressa il 26 ottobre 1339: il primo spedalingo fu nominato nel 1401 e poco dopo dovette costituirsi una comunità di oblate.
In origine le oblate portavano un abito paonazzo con cintura nera; il 14 aprile 1714 presero la regola del terz'ordine di San Francesco e le loro nuove regole furono approvate dal vescovo di Fiesole il 6 giugno 1731.
Nel 1890 l'ospedale e la comunità di oblate si trasferì nella villa di San Cerbone, acquistata dalla famiglia Serristori.
L'azione della comunità rimase limitata all'ospedale fino al 1935, quando aprirono altre due case; il 27 novembre dello stesso anno la congregazione fu aggregata all'ordine dei frati minori e l'11 maggio 1954 ottenne l'approvazione pontificia.

## Attività e diffusione
Le suore si dedicano all'attività ospedaliera.
La sede generalizia è a Figline Valdarno, in diocesi di Fiesole.
Alla fine del 2015 l'istituto contava 39 religiose in 4 case.